# Xã Pilot Mound, Quận Boone, Iowa
Xã Pilot Mound (tiếng Anh: Pilot Mound Township) là một xã thuộc quận Boone, tiểu bang Iowa, Hoa Kỳ. Năm 2010, dân số của xã này là 363 người.